# Коробушин, Варфоломей Владимирович
Варфоломей Владимирович Коробушин (24 июня 1924, д. Левинская, Вологодская губерния — 13 августа 2011, Москва) — советский военачальник, начальник Центра оперативно-стратегических исследований Генерального штаба Вооружённых Сил РФ (1985—1990), генерал-полковник (1987), доктор военных наук (1988), профессор (1990).

## Биография
Родился в деревне Левинская Вологодской губернии, РСФСР (ныне Вожегодский район, Вологодская область).
В 1943 г. окончил Пуховическое артиллерийское миномётное училища, в 1956 г. — Военную командную артиллерийскую академию в Ленинграде, в 1965 г. — Военную академию Генерального штаба. Участник Великой Отечественной войны, командир огневого взвода, начальник разведки дивизиона 2-го Белорусского фронта, командир батареи артиллерийского полка. Три раза был ранен в боях.
В послевоенное время проходил службу в артиллерийских частях.
- 1961—1965 гг. — в аппарате Оперативного управления Главного штаба РВСН,
- 1965—1968 гг. — начальник отдела боевой готовности и стрельбы (оперативного отдела) — заместитель начальника штаба 50-й ракетной армии,
- 1968—1970 гг. — начальник штаба — заместитель командира отдельного ракетного корпуса в Чите,
- 1970—1975 гг. — начальник штаба Читинской ракетной армии,
- 1975—1985 гг. — первый заместитель начальника Главного штаба РВСН,
- 1985—1990 гг. — начальник Центра оперативно-стратегических исследований Генерального штаба Вооружённых Сил СССР.

С 1990 г. в отставке:
- 1990—1992 гг. — начальник группы — главный специалист Военно-технического совета Вооруженных сил СССР,
- 1992—1997 гг. — начальник инспекторско-аналитического направления Главной военной инспекции Российской Федерации.
- с 1997 г. — старший научный сотрудник НИО Военной академии РВСН имени Петра Великого. В качестве профессора вел научно-педагогическую деятельность в Военной академии РВСН имени Петра Великого. Являлся первым вице-президентом Академии военных наук.

Варфоломей Владимирович Коробушин скончался 13 августа 2011 года в Москве. Похоронен на Троекуровском кладбище. 28 сентября 2012 года на месте захоронения торжественно открыт памятник.

## Награды и звания
Награждён орденами Октябрьской Революции, Красного Знамени, Отечественной войны I степени, двумя орденами Отечественной войны II степени, двумя орденами Красной Звезды, орденами «Знак Почёта», «За службу Родине в Вооружённых Силах СССР» II и III степени,  российскими орденами Почёта, Дружбы  и многими медалями.
Лауреат Ленинской премии (1986).